# Giorgio Intoppa
Pas d'image ? Cliquez ici

a Compétitions nationales et continentales officielles uniquement.

b Matchs officiels uniquement.
Giorgio Intoppa, né le 15 février 1981 à Milan (Italie), est un joueur de rugby à XV qui évolue au poste de talonneur et mesure 1,82 m pour 91 kg. 

## Biographie
Giorgio Intoppa a honoré sa première cape internationale le 26 juin 2004 avec l'équipe d'Italie contre la Roumanie pour une défaite 25-24 à Bucarest.
Il remporte le championnat italien en 2004-2005 avec le Rugby Calvisano avec lequel il joue la grande Coupe d'Europe. 
Il signe à Trévise en 2008.

## Sélection nationale
- 7 sélections avec l'Italie entre 2004 et 2005.
- Sélections par année : 4 en 2004, 3 en 2005.
- Tournoi des Six Nations disputé: 2005
- Coupe du monde de rugby disputée : néant

## Palmarès en club
- Vainqueur du Championnat d'Italie en 2005, 2008, 2009 et 2010.
- Vainqueur de la Coupe d'Italie en 2004 et 2010.